# Kędzierzyn-Koźle
Kędzierzyn-Koźle (Duits: Kandrzin-Cosel) is een stad in het Poolse woiwodschap Opole, gelegen in de powiat Kędzierzyńsko-kozielski. De oppervlakte bedraagt 123,42 km², het inwonertal 66.102 (2005).
Kędzierzyn-Koźle werd in 1975 gevormd door de fusie van de plaatsen Koźle (Duits: Cosel), Kędzierzyn (Kandrzin), Kłodnica (Klodnitz) en Sławięcice (Slawentzitz). Tot 1945 was het gebied Duits.
Kędzierzyn-Koźle is een centrum van chemische industrie.

## Verkeer en vervoer
- Station Kędzierzyn Koźle Azoty

## Partnersteden
- Racibórz (Polen), sinds 2005